# Alviina Alametsä
Alviina Alametsä (ur. 29 września 1992) – fińska polityk i politolog, deputowana do Parlamentu Europejskiego IX kadencji.

## Życiorys
Kształciła się w szkole średniej Jokelan koulukeskus, uzyskała magisterium ze stosunków międzynarodowych na Uniwersytecie Helsińskim. Pracowała w Crisis Management Initiative (organizacji pozarządowej, którą założył Martti Ahtisaari), a także jako menedżer projektu w organizacji zdrowia psychicznego Mielenterveyspoolissa.
Działaczka Ligi Zielonych, była asystentką Pekki Haavisto. W 2017 została wybrana na radną Helsinek. W wyborach w 2019 kandydowała na deputowaną do PE IX kadencji. Uzyskała mandat poselski, jednak jego objęcie zostało zawieszone do czasu brexitu. Ostatecznie w Europarlamencie zasiadła w lutym 2020. W 2024 objęła natomiast zwolniony mandat posłanki do Eduskunty.